# على مرفأ الأيام (ديوان شعر)
على مرفأ الأيام هو أول ديوان شعري من تأليف الكاتبة الجزائرية أحلام مستغانمي، صدر سنة 1973 بالغة العربية.